# Les Folles Années du twist

Les Folles Années du twist est un film franco-algérien réalisé par Mahmoud Zemmouri en 1983, sorti en 1986.

## Synopsis
Boufarik, Algérie, en 1960. Salah et Boualem, deux garçons de vingt ans qui portent chemises à la mode et lunettes noires, s'intéressent plus au twist qu'au travail et à la Guerre d'indépendance. Lorsque la guerre se termine, Boualem sait choisir le « bon côté », celui des profiteurs...

## Fiche technique
- Titre : Les Folles Années du twist
- Réalisation : Mahmoud Zemmouri
- Scénario : Mahmoud Zemmouri
- Image : Larbi Lakhdar-Hamina
- Son : Vartan Karakeusian et Jean-Paul Loublier
- Décors : Hocine Menguellet
- Costumes : Eric Guérin
- Montage : Youcef Tobni
- Chanson : Richard Anthony
- Société de production : ONCIC (Alger), Fennec Productions (Paris)
- Pays d'origine :  Algérie,  France
- Format : Couleurs - 35 mm
- Genre : comédie
- Durée : 90 minutes
- Date de sortie : 
  - France : 26 février 1986

## Distribution
- Malik Lakhdar-Hamina : Boualem
- Fawzi B. Saichi : Salah
- Jacques Villeret : M'sieur John Wayne
- Mustapha El Anka : Si Tayeb
- Richard Bohringer : Gomez
- Marina Moncade : Mauricette
- Jean-Marie Galey : le militaire
- Areski Nebti : Kaddour
- Élisabeth Lafont : la Pied-noir
- Fanny Mergui : Mme Bacri
- Djamel Allam : le présentateur télévisé
- Jean-Pierre Sentier : le bouliste
- Georges Trillat : le barman
- Amar Ouyacoub : un ami de Si Tayeb
- Ali Abdoun : un ami de Si Tayeb
- Sissani : le père de Salah
- Eddy Jabès : un militaire
- Keltoum : la mère de Boualem
- Jacques Taris : le représentant
- Sylvain Chamarande
- Serge Martina
- Brahim Haggiag: Si Omar

## Critique
« Les Folles Années du twist n'a d'autre ambition que d'être un divertissement et il est servi en cela par le véritable talent de Mahmoud Zemmouri pour le trait. C'est d'autre part filmé avec beaucoup de soin en lorgnant très souvent, à bon escient, vers la bande dessinée. »

— Olivier Assayas, « Zig-zag vénitien », Cahiers du cinéma no 352, octobre 1983, p. 17